# Cut and Shoot
Cut and Shoot ist eine Stadt im Montgomery County im US-Bundesstaat Texas in den Vereinigten Staaten. Das U.S. Census Bureau hat bei der Volkszählung 2020 eine Einwohnerzahl von 1.087 ermittelt.

## Geographie
Die Stadt liegt etwa 65 Kilometer nördlich von Houston und 10 Kilometer östlich von Conroe im Osten des Countys im Südosten von Texas und hat eine Gesamtfläche von 7,0 km².

## Geschichte
Angeblich wurde der Ort nach 1912 nach einer Konfrontation innerhalb der Gemeinde über eine neue Glocke für die einzige Kirche so benannt. Bevölkerungsstatistiken wurden erstmals Mitte der 1970er Jahre gemeldet, als es 50 Einwohner gab.

## Demografische Daten
Nach der Volkszählung im Jahr 2000 lebten hier 1.158 Menschen in 389 Haushalten und 324 Familien. Die Bevölkerungsdichte betrug 164,4 Einwohner pro km2. Ethnisch betrachtet setzte sich die Bevölkerung zusammen aus 92,92 % weißer Bevölkerung, 0,52 % Afroamerikanern, 1,47 % amerikanischen Ureinwohnern, 0,09 % Asiaten, 0,00 % Bewohnern aus dem pazifischen Inselraum und 3,63 % aus anderen ethnischen Gruppen. Etwa 1,38 % waren gemischter Abstammung und 6,39 % der Bevölkerung waren spanischer oder lateinamerikanischer Abstammung.
Von den 389 Haushalten hatten 37,5 % Kinder unter 18 Jahre, die im Haushalt lebten. 72,5 % davon waren verheiratete, zusammenlebende Paare. 9,3 % waren allein erziehende Mütter und 16,5 % waren keine Familien. 13,4 % aller Haushalte waren Singlehaushalte und in 5,4 % lebten Menschen, die 65 Jahre oder älter waren. Die Durchschnittshaushaltsgröße betrug 2,98 und die durchschnittliche Größe einer Familie belief sich auf 3,24 Personen.
29,1 % der Bevölkerung waren unter 18 Jahre alt, 7,6 % von 18 bis 24, 29,3 % von 25 bis 44, 23,1 % von 45 bis 64, und 10,9 % die 65 Jahre oder älter waren. Das Durchschnittsalter war 35 Jahre. Auf 100 weibliche Personen aller Altersgruppen kamen 100,3 männliche Personen. Auf 100 Frauen im Alter von 18 Jahren und darüber kamen 97,4 Männer.
Das jährliche Durchschnittseinkommen eines Haushalts betrug 40.455 USD, das Durchschnittseinkommen einer Familie 47.404 USD. Männer hatten ein Durchschnittseinkommen von 36.719 USD gegenüber den Frauen mit 20.833 USD. Das Prokopfeinkommen betrug 15.482 USD. 8,9 % der Bevölkerung und 5,7 % der Familien lebten unterhalb der Armutsgrenze. Davon waren 7,5 % Kinder und Jugendliche unter 18 Jahren und 15,5 % waren 65 oder älter.